# Wahlenbergia gracilis
Wahlenbergia gracilis là một cây hoa dại châu Á thuộc họ Campanulaceae. Nó cũng mọc ở quần đảo khu vực phía tây Thái Bình Dương.

## Hình ảnh

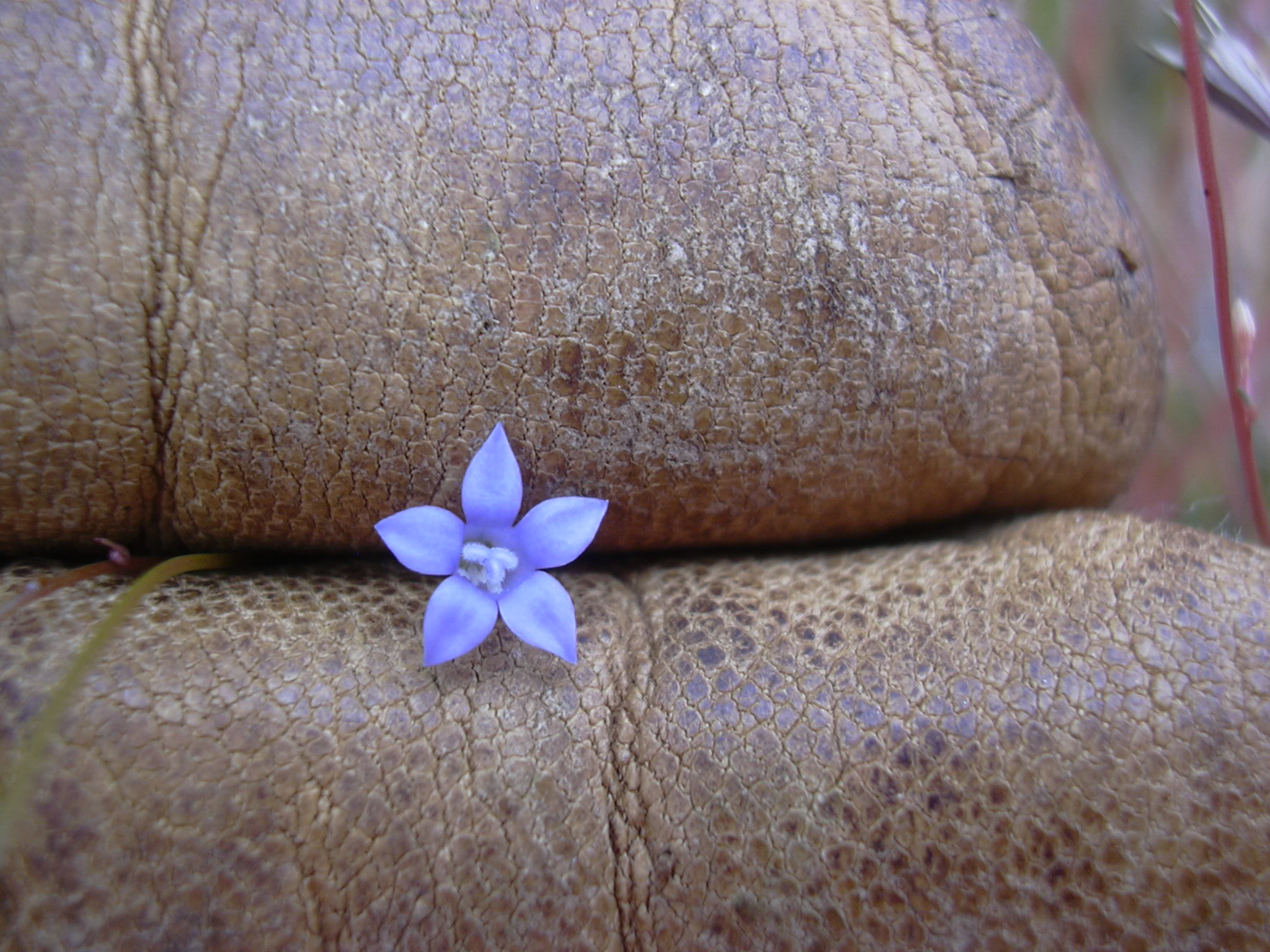
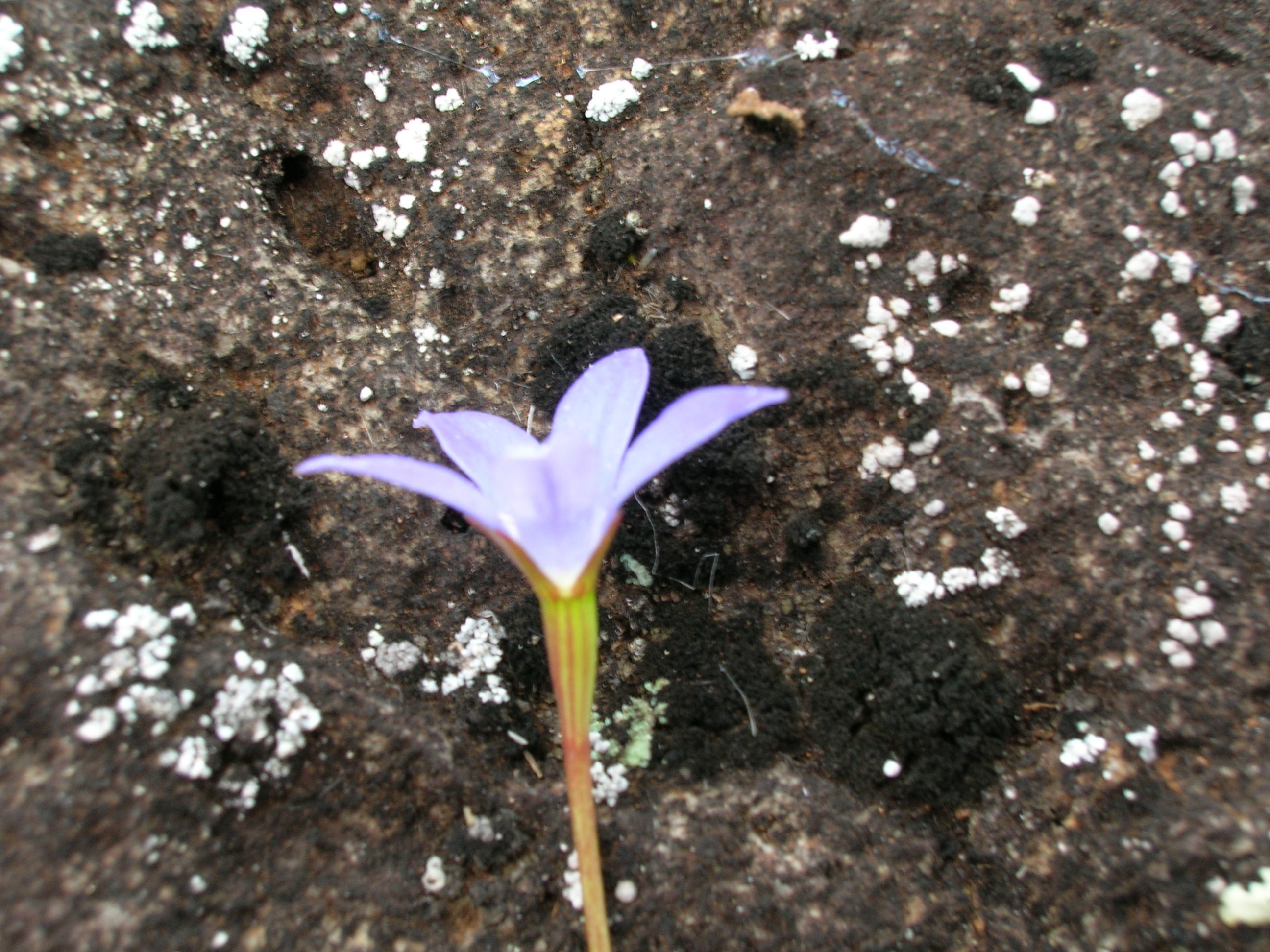
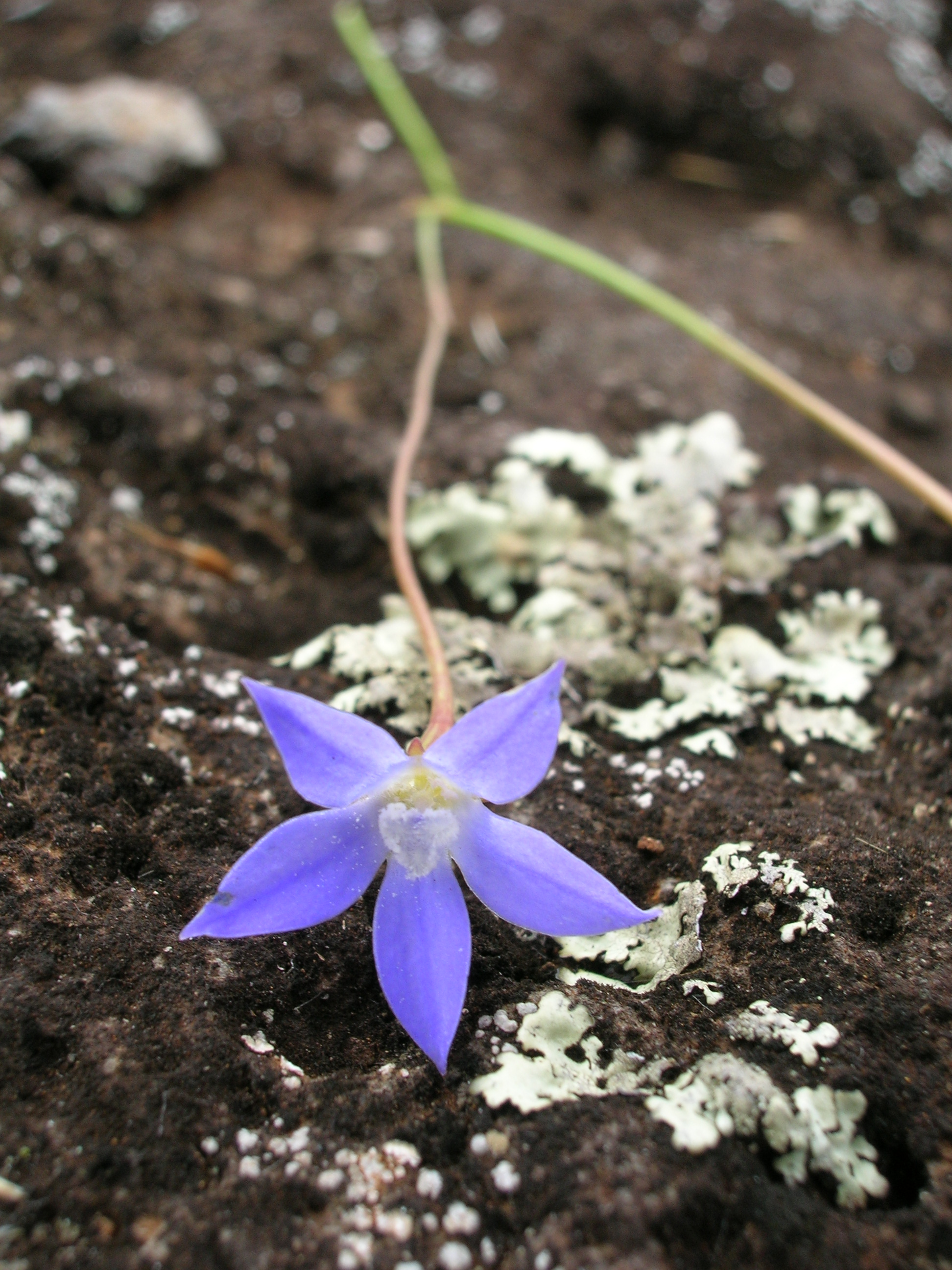
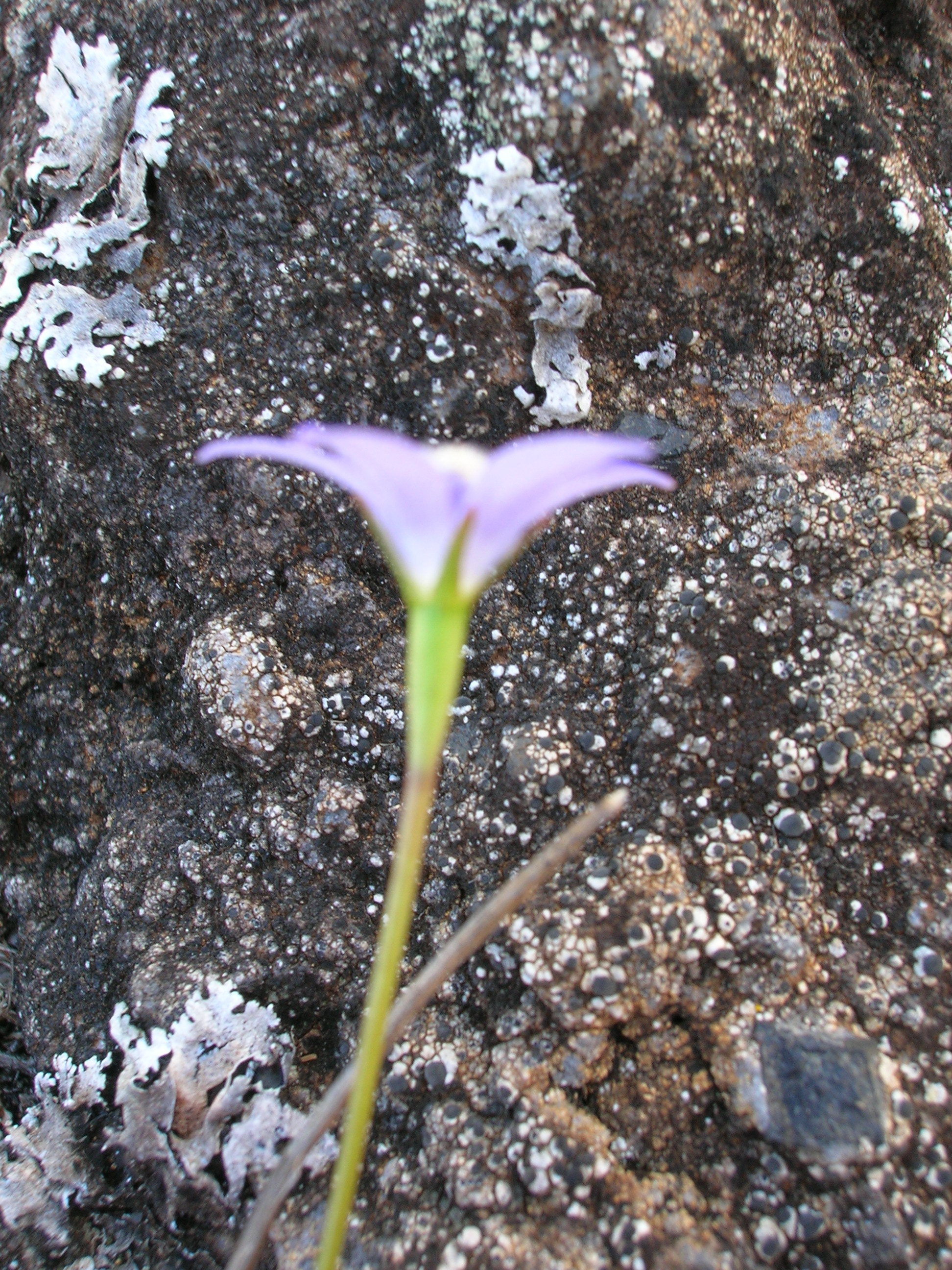